# Atelier de construction de Puteaux
Pour les articles homonymes, voir APX.
L'Atelier de construction de Puteaux, ou APX (« A » pour « Atelier » et « PX » pour « Puteaux ») était un arsenal d'État appartenant à l'armée française. Il était situé au 8, quai National à Puteaux (département de la Seine à l'époque, de nos jours le quai De Dion-Bouton dans les Hauts-de-Seine). Son nom est parfois écrit au pluriel (Ateliers), à tort car si on se réfère aux sources primaires, les cachets et timbres officiels sont bien au singulier.

## Historique
Fondé en 1866 et dirigé par l'ingénieur Frédéric Kreuzberger, son rôle était à l'origine la fabrication de machines-outil de précision pour les besoins des arsenaux français et étrangers. Il est au nombre des toutes premières usines qui ont été construites en banlieue de Paris alors à l'aube de sa transformation industrielle. Il produira le fusil Chassepot puis le fusil Gras et le canon de 75.
Il dépendait de l'arme de l'artillerie, au même titre que les ateliers de Tarbes, Angers, Avignon, Vernon (Eure), Rennes, Lyon et Douai. Comme eux, il avait en charge les munitions et procédait à des essais. En revanche, les manufactures réalisaient les matériels de petite et moyenne taille (armes à feu et armes blanches), tandis que les ateliers dits « de fabrication » réalisaient les matériels de plus grande taille (pièces d'artillerie).
L'atelier de Puteaux avait une double mission :
- concevoir des armes nouvelles pour l'Armée française. Il était spécialisé dans les armes de petit et de moyen calibre et leurs accessoires : mitrailleuses, canons, tourelles de chars, lunettes de visée, missiles etc.
- fabriquer ces armes en série, seul ou concurremment avec d'autres usines.

Son activité ayant été transférée dans son extension de Rueil en 1964, les vastes locaux qu'il occupait quai National (renommé quai de Dion-Bouton en 1980) sont restés inoccupés pendant près de 20 ans pour finalement être rasés en 1983. Sur son emplacement ont été bâtis des immeubles d'habitation.

## Réalisations de l'atelier de Puteaux

### Armes
- 1888 : prototype des fusils et mousquetons Berthier.
- 1895 : Canon de 75 mm modèle 1897
- 1905 : mitrailleuse modèle 1905. Fabriquée à seulement quelques centaines d'exemplaires du fait de ses nombreux défauts[5]. Elle fut simplifiée et produite en série par la Manufacture d'armes de Saint-Étienne (MAS) sous le nom de Saint-Étienne modèle 1907 et participa aux deux guerres mondiales.
- 1915 : prototype du fusil mitrailleur modèle 1915 CSRG, plus connu sous le nom de « Chauchat ».
- 1918 : canon de 37 mm semi-automatique modèle 1918 pour chars légers.
- 1934 : tourelle APX 1 pour chars de combat (puis APX 2, APX 3, APX 4, APX 5, APX-R)
- 1935 : canon antichar de 25 mm SA-L modèle 1937
- 1969 : arme antichar rapide (ACRA)[1].
- 1971 : roquette antichar du système lance-grenade ACL/APX 80 (ru) (en combinaison avec le tube qui vient lui des ateliers de construction du Livradois (ACL))

### Accessoires pour armes
- 1957 : lunette de tir du fusil semi-automatique MAS 49/56.